# Колущинский, Евгений Петрович
Евгений Петрович Колущинский (4 января 1902, Мелекесс, Самарская губерния — 19 сентября 1973, Омск, РСФСР) — советский партийный и государственный деятель, первый секретарь Омского обкома КПСС (1955—1961).

## Биография
Получил среднее образование. Член ВКП(б) с 1927 г.
В 1931—1938 гг. — директор совхоза. С 1938 г. на партийной и советской работе.
- 1940—1942 гг. — второй секретарь Саратовского обкома ВКП(б),
- 1942—1943 гг. — первый заместитель председателя Совета Народных Комиссаров Чечено-Ингушской АССР,
- 1943—1955 гг. — председатель исполкома Красноярского краевого Совета.
- 1955—1961 гг. — первый секретарь Омского областного комитета КПСС (освобождён от должности по личному распоряжению Н. С. Хрущёва в связи с неудовлетворительным положением дел в сельском хозяйстве области).

Член ЦК КПСС в 1956—1961.
Депутат Верховного Совета СССР 2—5 созывов.
С 1961 г. на пенсии. Похоронен на Старо-Северном мемориальном кладбище Омска.

## Награды
- Два ордена Ленина:

1. 31.03.1949 — среди работников партийного и советского актива, специалистов сельского хозяйства и работников заготовительных органов Красноярского края, за «успехи, достигнутые в деле расширения посевных площадей, особенно по яровой пшенице, повышения урожайности в колхозах и совхозах, выполнения плана хлебозаготовок и обеспечения собственными семенами на весенний сев 1949 года»
2. 11.01.1957 — среди работников партийных, советских, комсомольских и других органов Омской области, за «достигнутые успехи в освоении целинных и залежных земель, уборке  урожая и сдаче хлеба государству в 1956 году»

- Медаль «За трудовую доблесть» (25.12.1959)